# NGC 3923
NGC 3923 is een elliptisch sterrenstelsel in het sterrenbeeld Waterslang. Het hemelobject ligt 92 miljoen lichtjaar van de Aarde verwijderd en werd op 7 maart 1791 ontdekt door de Duits-Britse astronoom William Herschel.

## Synoniemen
- ESO 440-17
- MCG -5-28-12
- AM 1148-283
- PGC 37061
- H 1.259
- h 3366